# Läderboll
Läderboll (Mycenastrum corium) är en svampart som först beskrevs av Guers., och fick sitt nu gällande namn av Nicaise Auguste Desvaux 1842. Enligt Catalogue of Life ingår Läderboll i släktet Mycenastrum,  och familjen Agaricaceae, men enligt Dyntaxa är tillhörigheten istället släktet Mycenastrum,  och familjen läderbollar. Arten är reproducerande i Sverige. Inga underarter finns listade i Catalogue of Life.